# Osuszacz sprężonego powietrza
Osuszacz sprężonego powietrza – urządzenie pneumatyczne, którego zadaniem jest usunięcie wilgoci ze sprężonego powietrza do wymaganego ciśnieniowego punktu rosy. Do zastosowań przemysłowych przyjmuje się jako powietrze wystarczająco suche mające wilgotność 21% (przy temp. 27 °C i ciśnieniu 0,7 MPa).

## Osuszacz ziębniczy(chłodniczy, kondensacyjny)
Najczęściej stosowany w praktyce typ osuszacza. Zasada działania zbliżona jest do zasady działania chłodziarki – ze schładzanego powietrza wytrącana jest wilgoć. Osuszacze tego typu pracują zwykle w warunkach, gdy sprężone powietrze nie jest narażone na temperatury poniżej 12 °C, a więc gdy instalacja sprężonego powietrza pracuje wewnątrz pomieszczeń.
Z reguły osuszacze chłodnicze mają dwa stopnie chłodzenia. Pierwszym jest wstępne chłodzenie powietrza w wymienniku powietrze-powietrze z temperatury ok. 40 °C do temperatury ok. 20 °C. Następnie powietrze przepływa przez parownik obiegu chłodniczego, gdzie następuje jego dalsze schładzanie, aż do osiągnięcia temperatury punktu rosy. Potem kierowane jest na rodzaj filtru siatkowego, na którym oddzielany jest kondensat wodno-olejowy, by trafić ponownie do wymiennika powietrze–powietrze, tym razem w roli czynnika chłodzącego.
W czasie pracy osuszacza chłodniczego przy przepływie 0,17 m³/s, ciśnieniu 0,7 MPa i punkcie rosy +3 °C powstaje w ciągu godziny ponad 2,5 kg mieszanki wodno-olejowej, która musi być usuwana w sposób bezpieczny dla środowiska (nie może być wylewana do kanalizacji).
Istniejące konstrukcje przeważnie umożliwiają nastawianie temperatury punktu rosy w granicach +3…+10 °C.

## Osuszacz adsorpcyjny
Drugi co do częstości zastosowania w przemyśle. Stosuje się go przy większych ciśnieniach i przepływach właściwych. Zasada działania – przepuszczanie powietrza przez zbiornik z adsorbentem (zazwyczaj granulowany żel aluminiowy lub nanofiltr), na którym wytrąca się wilgoć. Następnie – po cyklu trwającym ok. 5 min – substancję adsorbującą poddaje się regeneracji – przepuszcza się przez ten zbiornik już osuszone powietrze, które odbiera wilgoć i odprowadza ją na zewnątrz. Z tego powodu osuszacze adsorpcyjne składają się zawsze z dwóch zbiorników pracujących naprzemiennie. Ważnym elementem jest układ sterujący, rozdzielający powietrze na obydwa zbiorniki i zapewniający stałość wyjściowych parametrów powietrza. Stosowanie regeneracji powoduje, że ok. 15% dostarczanego powietrza jest tracone. Osuszacze adsorpcyjne pracują z temperaturą punktu rosy: -25…-70 °C.
Bardzo szkodliwe dla tego rodzaju osuszacza jest dostanie się oleju do wnętrza. Pokryte filmem olejowym granulki adsorbentu mają zmniejszoną zdolność działania, dlatego wymagane jest stosowanie filtra na wlocie powietrza.

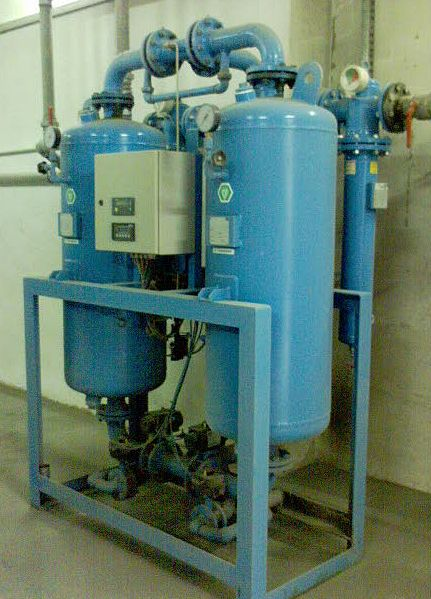
Osuszacz absorpcyjny, wysokość około 2,2 m

Ze względu na porywanie cząstek adsorbentu zaleca się stosowanie filtrów na wylocie.
Adsorbent należy wymieniać co kilka lat. Koszt wymiany stanowi ok. 20% ceny całego urządzenia. Mimo tego jest to jeden z najtańszych w eksploatacji osuszaczy. Zastosowanie chłodnicy powietrza wejściowego jeszcze bardziej poprawia sprawność urządzenia.

## Osuszacz absorpcyjny
Zasada działania zbliżona jest do osuszacza adsorpcyjnego – z tą różnicą, że zamiast adsorbentu użyty jest absorbent, substancja wchłaniająca wilgoć. Cykl pracy urządzenia jest znacznie dłuższy – trwa kilka do kilkunastu godzin i tyleż samo trwa regeneracja, która przeprowadzana jest na gorąco.
Osuszacze tego rodzaju to urządzenia duże, dość rzadkie i stosunkowo drogie.

## Osuszacz membranowy
Głównym elementem tego osuszacza jest membrana wykonana z włókna polimerowego, przez którą przenikają cząsteczki wody z osuszanego powietrza. Osuszacze tego rodzaju wymagają dokładnych filtrów na wlocie.